# Infernal (album)
Infernal è il sesto album in studio del gruppo musicale progressive death metal svedese Edge of Sanity, pubblicato dalla Black Mark nel 1997.

## Tracce
1. Hell Is Where the Heart Is – 5:26
2. Helter Skelter – 2:27
3. 15:36 – 4:54
4. The Bleakness of It All – 3:31
5. Damned (By the Damned) – 5:31
6. Forever Together Forever – 4:27
7. Losing Myself – 3:37
8. Hollow – 4:26
9. Inferno – 3:07
10. Burn the Sun – 6:30
11. The Last Song – 5:33

## Formazione
- Dan Swanö − voce, chitarra, basso, pianoforte
- Anders Lindberg − basso
- Benny Larsson − batteria
- Andreas Axelsson − chitarra, voce